# 哈通希爾卡山 (科查班巴區)
9°05′07″S 76°51′19″W / 9.08528°S 76.85528°W
哈通希爾卡山（Hatun Hirka），是秘魯的山峰，位於該國中部瓦努科大區，由瓦凱班巴省的科查班巴區負責管轄，屬於安地斯山脈的一部分，海拔高度4,200米。